# Andreas Scholl
Andreas Scholl és un contratenor alemany nascut el 10 de novembre de 1967 a Eltville (Hessen), en una família de cantants. A l'edat de 7 anys ingressà a l'escolania dels Kiedricher Chorbuben.
Del 1987 a 1993 va estudiar a la Schola Cantorum Basiliensis on va ser l'alumne de Richard Levitt i posteriorment de René Jacobs, de qui és considerat el principal deixeble. En l'actualitat és professor d'aquest centre.
L'any 1993 oferí el seu primer récital al teatre Grévin de París interpretant la Passió segons sant Joan de Bach, amb un gran èxit.

## Biografia
Andreas Scholl prové d'una família de músics. El seu pare i la seva mare Wilma Scholl van ser cantants de cor a Kiedrich, la seva germana Elisabeth Scholl és soprano. Va rebre la seva primera formació musical com a cantant amb el Kiedricher Chorbuben. Als 13 anys va aparèixer al "Staatstheater Wiesbaden" com "2n. nen" a l'òpera de Mozart La flauta màgica, mentre que la seva germana Elisabeth cantava el "primer nen".

De 1987 a 1993 va estudiar amb Richard Levitt i René Jacobs a la "Schola Cantorum Basiliensis", on va rebre un diploma en música antiga. Sobre les lliçons amb Jacobs diu: 
| « | "Després de la lliçó amb René Jacobs, sempre vaig flotar. Vaig pensar, ara algú m'ha obert una porta, sé una cosa nova de nou." | » |

 El 1992 va ser guardonat amb el "Laureat del Conseil de l'Europe" i de la "Fondation Claude Nicolas Ledoux"; també ha rebut premis de la "Fundació Ernst Göhner" i de l'Associació Migros. L'any 1998 va debutar en una òpera al Festival de Glyndebourne interpretant el paper de Bertarido en Rodelinda de Georg Friedrich Händel, sota la direcció de William Christie. Va tornar a interpretar aquest mateix rol en les temporades de 1999 i 2002 d'aquest teatre. L'any 2002 interpreta el paper principal en Giulio Cesare també de Händel.
Scholl va ensenyar cant a la "Schola Cantorum Basiliensis". Entre els seus alumnes hi havia Patrick Van Goethem. Des d'octubre de 2019 és professor de cant al Mozarteum de Salzburg. Té estrets vincles amb els Països Baixos i parla neerlandès amb fluïdesa.
Està casat amb la pianista i clavecinista israeliana Tamar Halperin des de l'agost de 2012.

## Òpera
Andreas Scholl encarna molts papers escrits per al castrat Senesino. Aquests inclouen el seu debut operístic el 1998 com a Bertarido a Rodelinda  de Handel, interpretada al Festival de Glyndebourne dirigit per William Christie (1998, 1999, 2002). També va cantar el paper a la Metropolitan Opera, el 2006 amb Renée Fleming en el paper principal, Kobie van Rensburg dirigit per Patrick Summers, reviscut el 2011. Scholl va cantar el paper principal a Giulio Cesare de Haendel al "Det Kongelige Teater" (2002), 2005), a París (2007) i Lausana (2008). El 2008 va assumir el paper d'Arsace a Partenope de Handel al ""Teatre Det Kongelige", dirigida per Lars Ulrik Mortensen. El 2010 va cantar el paper principal Giulio Cesare a la Salle Pleyel al costat de Cecilia Bartoli amb Les Arts Florissants amb William Christie.

## Concerts

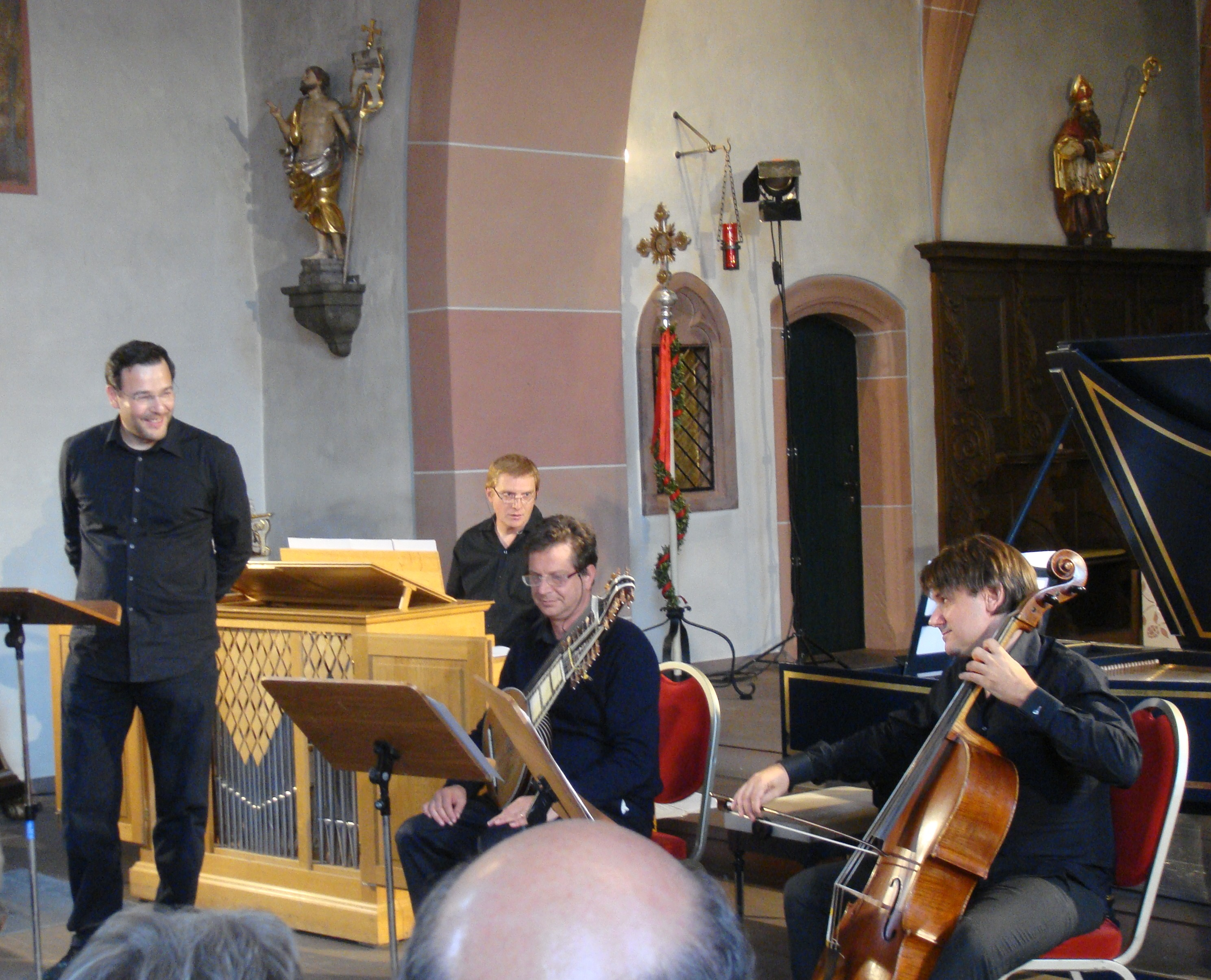
Andreas Scholl i membres de l'orquestra barroca Accademia Bizantina en un concert del Festival de Música de Rheingau a l'església de Hallgarten

El 1991 Scholl va cantar els solos d'alt a la Passió per Sant Joan de Bach amb Philippe Herreweghe a Anvers. El 1995 va aparèixer a la Missa en si menor de Bach dirigida per René Jacobs. El 1998 va cantar juntament amb la seva germana Elisabeth a la Passió segons sant Mateu de Bach a St. Martin, Idstein, amb Max Ciolek com a evangelista i Max van Egmond com a Vox Christi. El 1999 va interpretar la Missa en Sol de Bach (BWV 236) amb la "Nederlandse Bachvereniging" sota la direcció de Jos van Veldhoven. Va cantar lOratori de Nadal de Bach a l'Avery Fisher Hall de Nova York, dirigit per Ton Koopman. L'any 2000 va fer una aparició convidada al Japó amb la Missa en si menor, dirigida per Masaaki Suzuki.
L'any 2001 va cantar a Saul de Haendel a Brussel·les i va prendre el paper principal a Solomon de Haendel, dirigida per Paul McCreesh. A l'església de Sant Tomàs de Leipzig va cantar la Passió per sant Joan de Bach. Al Festival Bach de Leipzig l'any 2003 va interpretar la Missa de Bach en si menor, que tradicionalment tanca el festival, a la Thomaskirche, juntament amb Letizia Scherrer, Mark Padmore i Sebastian Noack, cor i orquestra del Collegium Vocale Gent, dirigida per Philippe Herreweghe. El 2006, en una gira europea, va cantar les cantates solistes de Bach Vergnügte Ruh, Popular Soul Desire (BWV 170) i Geist und Seele wird verconfret (BWV 35) amb l'Accademia Bizantina Orchestra. El 2007 va tornar a cantar Saul a Kloster Eberbach amb Trine Wilsberg Lund (Merab), Hannah Morrison (Michal), Andreas Karasiak (Jonathan) i el Schiersteiner Kantorei, dirigit per Martin Lutz. A la Filharmònica de Berlín va cantar El Messies de Händel amb els solistes del Tölzer Boys' Choir, el Cor Les Arts Florissants i la Filharmònica de Berlín, dirigida per William Christie. El 2008 Scholl va cantar per primera vegada amb l'Orquestra Filharmònica de Nova York al Lincoln Center, El Messies amb el Westminster Symphonic Choir dirigit per Ton Koopman. El 2010 va treballar amb la seva germana en una actuació d'El Messies a la Marktkirche de Wiesbaden, amb Andreas Karasiak i el Wiesbadener Knabenchor.
Al Festival Bach de Leipzig l'any 2011, va tornar a actuar a la Thomaskirche en la Missa en si menor de Bach, dirigida juntament amb Anna Prohaska, Marie-Claude Chappuis, Magnus Staveland, Johannes Weisser, el Cor Balthasar Neumann i l'Akademie für Alte Musik Berlin de René Jacobs. El 2011, Scholl va debutar al Festival de Música de Rheingau en tres esdeveniments durant un cap de setmana: una entrevista, un viatge a Rheingau a tres esglésies històriques i un recital d'òpera amb la seva germana Elisabeth a l'Abadia d'Eberbach, amb àries i duets d'òperes d'Henry Purcell i Händel. Va cantar al Messies de Händel a St. Martin, Idstein, amb Katia Plaschka, Ulrich Cordes i Markus Flaig. La seva veu l'ha portat naturalment cap a la música barroca, que ha cantat sota la direcció de destacats especialistes com René Jacobs, Philippe Herreweghe, William Christie o John Eliot Gardiner.

## Premis
- 1996: Diapason d'or de l'any i Gramophone Award per l'Stabat Mater de Vivaldi.
- 1996: Baroque Vocal Prize bei den Grammophone Awards
- 1999: Prix de l'Union de la Presse Musicale Belge
- 1999: Echo – „Klassik Echo“ als bester Nachwuchskünstler des Jahres
- 2001: Edison Award der Niederlande
- 2002: Edison Award der Niederlande
- 2004: Vierteljahrespreis der Deutschen Schallplattenkritik 1/2004
- 2005: Echo – „Klassik ohne Grenzen“ für eine eigene Komposition (Projekt mit Wolfgang Joop)
- 2006: Singer of the Year der UK Classical BRIT Awards
- 2009: Europäischer Solistenpreis
- 2015: Rheingau Musikpreis des Rheingau Musik Festivals
- 2016: Mitglied der Akademie der Wissenschaften und der Literatur in Mainz[11]
- 2016: Hessischer Kulturpreis (zusammen mit seiner Ehefrau Tamar Halperin)[12]

## Discografia
Ha enregistrat pels segells Decca i Harmonia Mundi
- 1995: Deutsche Barocklieder
- 1995: Antonio Vivaldi: Stabat Mater
- 1996: English Folksongs & Lute Songs mit Andreas Martin, Laute
- 1997: Kantate: German Baroque Cantatas, mit Basel Consort / Concerto Di Viole
- 1998: Cantates baroques
- 1998: Cantatas for Solo Alto unter Philippe Herreweghe
- 1999: La Passió segons sant Mateu de Johann Sebastian Bach sota la direcció de Philippe Herreweghe
- 1999: Georg Friedrich Händel: Ombra mai fu
- 1999: Heroes
- 1999: Giovanni Battista Pergolesi: Stabat Mater
- 2000: Antonio Vivaldi: Nisi dominus
- 2000: The Voice, Portrait-CD
- 2000: A Musical Banquet
- 2001: Johann Sebastian Bach: Johannes-Passion unter Philippe Herreweghe
- 2001: Wayfaring Stranger
- 2002: La Passió segons sant Joan de Bach dirigida per Philippe Herreweghe, amb el Collegium Vocale Gent
- 2003: Arcadia
- 2004: The Merchant of Venice
- 2005: Arias for Senesino
- 2006: Best of Andreas Scholl amb àries d'Vivaldi, Gluck, Pergolesi, Händel.
- 2006: Essential Baroque, amb àries de Purcell, Bach, Pachelbel, Händel, Corelli, Vivaldi.
- 2007: Il Duello Amoroso, de Händel, amb Hélène Guilmette (soprano) i l'Accademia Byzantina, dirigida per Ottavio Dantone
- 2007: Andreas Scholl goes Pop (gemeinsam mit Orlando alias Roland Kunz)
- 2008: Crystal Tears
- 2010: Oswald von Wolkenstein – Songs of Myself mit Shield of Harmony
- 2010: Henry Purcell: Oh Solitude, Accademia Bizantina[13]
- 2012 Bach Solokantaten BWV 82, BWV 169 und BWV 200 mit dem Kammerorchester Basel (Leitung: Julia Schröder)
- 2012 Wanderer mit Tamar Halperin, Klavier
- 2014: Johann Sebastian Bach: Vergnügte Ruh, beliebte Seelenlust. Kantate BWV 170. Andreas Scholl (Altus), Chor und Orchester der J. S. Bach-Stiftung, Rudolf Lutz (Cembalo und Leitung). Samt Einführungsworkshop sowie Reflexion von Jürg Kesselring. DVD. Gallus Media, 2014.
- 2015: Antonio Vivaldi: Cum dederit aus Psalm 127 Nisi Dominus, in James Bond: Spectre.

## Film
- Caesar der hohen Töne – Andreas Scholl und das Geheimnis des Countertenors. Dokumentarfilm, Deutschland, 2013, 52 Min., Buch und Regie: Manfred Scheyko, Produktion: Hessischer Rundfunk, arte, Erstsendung: 19 de Gener 2014 a arte, Inhaltsangabe von ARD.

## Literatura
- Barbara Stühlmeyer: Das ist ein heiliger Moment : Für den Countertenor Andreas Scholl ist Singen sein Sein. In: Die Tagespost, 11. novembre 2021, S. 17 Kultur.